# Championnat d'Arabie saoudite de football 1980-1981
Navigation
Saison précédente Saison suivante
La saison 1980-1981 du Championnat d'Arabie saoudite de football est la cinquième édition du championnat de première division en Arabie saoudite. La Premier League regroupe les dix meilleurs clubs du pays au sein d'une poule unique où ils s'affrontent deux fois au cours de la saison, à domicile et à l'extérieur. À la fin de la compétition, les deux derniers du classement sont relégués et remplacés par les deux meilleurs clubs de deuxième division.
C'est le club d'Al Nasr Riyad, tenant du titre, qui remporte à nouveau le championnat en terminant en tête du classement final, avec deux points d'avance sur Al-Hilal FC et quatre sur Al Qadisiya Al Khubar. C'est le 2e titre de champion d'Arabie saoudite de l'histoire du club.

## Les clubs participants
| - Al Nasr Riyad - Al-Hilal FC - Al Ahli - Al Ittihad - Al Riyad SC - Promu de D2 | - Al Qadisiya Al Khubar - Al Shabab Riyad - Al Jabalain - Promu de D2 - Ettifaq FC - Al-Nahda |

## Compétition

### Classement
Seul le total de points des équipes est connu. Le barème utilisé pour établir le classement est le suivant :
- Victoire : 2 points
- Match nul : 1 point
- Défaite : 0 point

| Rang | Équipe                | Pts | J  | G | N | P | Bp | Bc | Diff |
| ---- | --------------------- | --- | -- | - | - | - | -- | -- | ---- |
| 1    | Al Nasr RiyadT        | 26  | 18 |   |   |   |    |    |      |
| 2    | Al-Hilal FC           | 24  | 18 |   |   |   |    |    |      |
| 3    | Al Qadisiya Al Khubar | 22  | 18 |   |   |   |    |    |      |
| 4    | Al Ahli               | 21  | 18 |   |   |   |    |    |      |
| 5    | Ettifaq FC            | 20  | 18 |   |   |   |    |    |      |
| 6    | Al Ittihad            | 19  | 18 |   |   |   |    |    |      |
| 7    | Al Shabab Riyad       | 19  | 18 |   |   |   |    |    |      |
| 8    | Al-Nahda              | 16  | 18 |   |   |   |    |    |      |
| 9    | Al-JabalainP          | 5   | 18 |   |   |   |    |    |      |
| 10   | Al Riyad SCP          | 5   | 18 |   |   |   |    |    |      |

|  | Champion d'Arabie saoudite 1980-1981                                 |
|  | Participation à la Coupe des clubs champions arabes de football 1982 |
|  | Relégation directe en deuxième division                              |
|  | T : Tenant du titre P : Promu de deuxième division                   |

## Bilan de la saison
| Championnat d'Arabie saoudite de football 1980-1981                        |                          |
| Champion                                                                   | Al Nasr Riyad (2e titre) |
| Coupes et trophées                                                         |                          |
| Vainqueur de la Coupe d'Arabie saoudite 1980-1981                          | Non disputée             |
| Qualifications continentales                                               |                          |
| Coupe des clubs champions arabes 1982                                      | Al Ahly Djeddah          |
| Promotions et relégations                                                  |                          |
| Promus en Premier League                                                   | Al Wehda                 |
| Promus en Premier League                                                   | Al Rouda                 |
| Relégués en Championnat d'Arabie saoudite de football de deuxième division | Al Riyad SC              |
| Relégués en Championnat d'Arabie saoudite de football de deuxième division | Al Jabalain              |